# رتب وشارات الحزب النازي

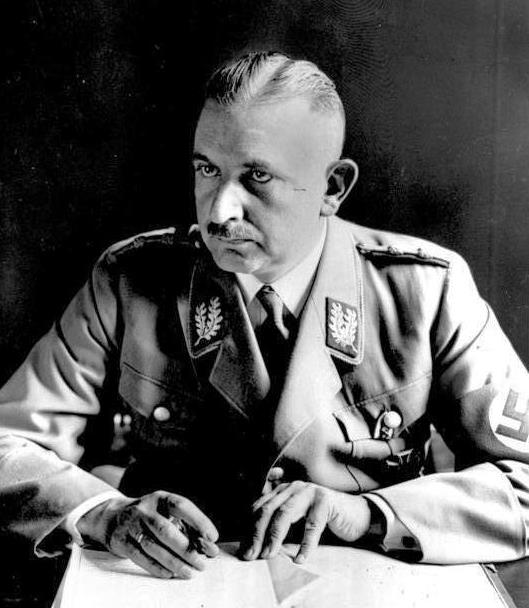
غاولايتر برنهارد روست يرتدي سترة الحزب النازي في منتصف الثلاثينيات مع لوحات الكتف والياقة

رتب وشارات الحزب النازي ألقاب شبه عسكرية استخدمها حزب العمال الألماني الاشتراكي الوطني (الحزب النازي) بين عام 1928 وسقوط ألمانيا النازية في عام 1945. عقدت هذه الرتب داخل فيلق القيادة السياسية للحزب النازي، المكلف بالإشراف على أعضاء الحزب النازي العاديين.
كان الغرض الأول من الرتب السياسية للحزب النازي هو توفير المناصب القيادية في الدوائر الانتخابية خلال السنوات التي كان النازيون يحاولون فيها الوصول إلى السلطة في ألمانيا. بعد عام 1933، عندما تم تأسيس الرايخ الثالث، لعبت رتب الحزب النازي دورًا أكثر أهمية موجودًا كسلسلة قيادة سياسية تعمل جنبًا إلى جنب مع الحكومة الألمانية.
على عكس السينما الحديثة وتصورات الشخص العادي فيما يتعلق بالحزب النازي، الذي غالبًا ما يصور جميع النازيين على أنهم يرتدون قمصان بنية اللون بشارات الصليب المعقوف، تم استخدام الرتب والعناوين النازية فقط من قبل أقلية صغيرة داخل الحزب، وهذا هو فيلق القيادة السياسية. غالبًا ما يرتدي أعضاء الحزب النازي المنتظمون، غير المرتبطين بالقيادة السياسية، أي زي رسمي على الإطلاق باستثناء شارة الحزب النازي القياسية التي يتم إصدارها لجميع الأعضاء (توجد نسخة ذهبية من هذه الشارة أيضًا لأعضاء الحزب النازي الأوائل).
يمكن تقسيم تاريخ رتب وشارات الحزب النازي إلى الرتب المستخدمة خلال عدة فترات زمنية مختلفة بالإضافة إلى المناصب التي يشغلها كبار النازيين الذين كانوا، بشكل افتراضي، القادة الأعلى للحزب بغض النظر عن اللقب الذي يختارون تسميته بأنفسهم بواسطة.

## عناوين الحزب النازي المبكر
كانت العناوين الأولى التي استخدمها الحزب النازي بعيدة كل البعد عن أواخر الثلاثينيات ونظرائهم في الحرب العالمية الثانية. بين عامي 1921 و1923، اعتبرت أقرب فترة زمنية كان فيها الحزب النازي، لم يكن هناك ألقاب أو رتب مستخدمة من قبل أعضاء الحزب النازي العاديين على الرغم من أن العديد من الأعضاء يختارون ارتداء أزياء الحرب العالمية الأولى في اجتماعات الحزب. عندما حل أدولف هتلر محل أنطون دريكسلر كزعيم للحزب النازي، بدأ هتلر بأطلاق على نفسه لقب الفوهرر (القائد)، وبالتالي إنشاء أول ألقاب رسمية للحزب النازي. تم إنشاء منصب نائب الفوهرر (Stellvertreter des Führers)، الذي كان يشغله رودولف هيس بعد ذلك بوقت قصير، بالإضافة إلى عدد قليل من الألقاب الإدارية مثل سكرتير الحزب وأمين خزانة الحزب، والتي أصبحت ألقاب رسمية في وقت إجهاض انقلاب بير هول في نوفمبر 1923.
تم حل الحزب النازي بين عامي 1923 و1925، ولكن عند عودة أول لوائح موحدة وشارات تم نشرها، وإن كان ذلك لصالح المجموعة شبه العسكرية للحزب النازي كتيبة العاصفة (SA). خلقت هذه اللوائح المبكرة بعضًا من أقدم الألقاب شبه العسكرية التي استخدمها النازيون، من بينهم جروبنفهر وأوبرفورر، مع الرتبة العادية وملف كتيبة العاصفة المعروف باسم مان. اقتصرت هذه الألقاب على كتيبة العاصفة في حين أن بقية الحزب النازي لا يزال ليس لديهم رتب وشارات سابقة باستثناء العناوين التي يستخدمها كبار القادة النازيين مثل هتلر.
بين عامي 1925 و1929، أصبح من الشائع أن يرتدي النازيون الزي العسكري شبه العسكري المؤقت في مسيرات الحزب، وخلال هذا الوقت وسعت كتيبة العاصفة نظامها الخاص من الشارات، كما فعلت شوتزشتافل الوليدة، التي بدأت تظهر كقوة داخل الحزب. مع اكتساب النازيين المزيد من الدعم في جميع أنحاء ألمانيا، والانتقال من خارج قاعدتهم في ميونيخ، بدأت الخلايا النازية الإقليمية في الظهور في مدن رئيسية مثل شتوتغارت وبرلين وهايدلبرغ. غالبًا ما اعتمد هؤلاء «النازيون المحليون» الزي الرسمي والألقاب الخاصة بهم مع القليل من التوحيد القياسي من النازيين الرئيسيين العاملين في ميونيخ.
تم نشر اللوائح الرسمية الأولى لرتب الحزب النازي وشاراته في عام 1930 على الرغم من أن التوحيد القياسي عبر الحزب النازي لم يحدث حتى عام 1932. حتى ذلك الحين، لقيت نجاحًا محدودًا لأن القادة النازيين الإقليميين، البعيدين عن هتلر في ميونيخ، غالبًا ما بذلوا القليل من الجهد في تطبيق إرشادات موحدة، وفي بعض الحالات، تجاهلوها تمامًا. دعت اللوائح المبكرة إلى تقسيم الحزب النازي إلى مستويين - Politische Leitung (القيادة السياسية) وPartei Mitglieder (عضوية الحزب) مع القادة السياسيين الذين يعتمدون الزي الموحد والشارات. لم يتم تضمين هتلر وحاشيته الكبار في الواقع في اللوائح الموحدة، واستمروا في ارتداء الزي شبه العسكري الذي يختارونه بدون شارة خاصة. كانت الجماعات شبه العسكرية التابعة للحزب النازي، مثل كتيبة العاصفة وشوتزشتافل، بحلول هذا الوقت أيضًا لديها لوائح موحدة وشارات منفصلة عن الحزب النازي الرئيسي.
وبالتالي كانت الرتب الرسمية الأولى للحزب النازي كما يلي:
- بلوكلايتر (قائد الكتلة)
- تسينلايتر (زعيم الخلية)
- اوتشجروبلايتر (قائد المجموعة المحلية)
- كايزلايتر (زعيم المقاطعة)
- غاولايتر (الزعيم الإقليمي)
- Landesinspekteur (مفتش الدولة)
- Reichsinspekteur (المفتش الوطني)

تم إنشاء رتبة أعلى، وهي Reichsorganisationsleiter (القائد التنظيمي الوطني) لكبار مفتشي الرايخ في الحزب النازي. لم يستلزم الرتبة الخاصة أي شارة إضافية بخلاف تلك التي ترتديها رتبة Reichsinspekteur العادية.
بحلول عام 1932، اشتملت اللوائح الموحدة للحزب النازي على سلسلة من ألواح الكتف المضفرة التي سيتم ارتداؤها مع شارة الياقة النازية. التغيير الرئيسي التالي في الزي النازي سيحدث في عام 1934، بعد عام من وصول النازيين إلى السلطة في ألمانيا.

## مواقف النازية ألمانيا السياسية
في عام 1933، تولى الحزب النازي السلطة الوطنية في ألمانيا وبدأ عملية تعرف باسم جلايش شالتونج لدمج الحكومة المدنية لألمانيا تمامًا مع القيادة السياسية لألمانيا النازية. بعد ليلة السكاكين الطويلة في عام 1934، خضع الحزب النازي لعملية إعادة تنظيم كبيرة كمقدمة لأعضاء القيادة النازية الذين دمجوا مناصبهم الخاصة مع مؤسسات الحكومة المحلية والولائية والفدرالية.
كانت الخطوة الأولى في هذه العملية هي تقسيم الحزب النازي إلى عدة «مستويات»، والتي تم تصميمها للعمل بشكل مستقل عن بعضها البعض. هذه المستويات بدورها كانت:
- Ortsgruppen (المستوى المحلي - المدن والبلدات الألمانية)
- Kreisleitung (مستوى المقاطعة - المقاطعات الألمانية)
- Gauleitung (المستوى الإقليمي - الولايات الألمانية ومحافظاتها)
- Reichsleitung (المستوى الوطني - الأمة الألمانية)

كان على القادة السياسيين في الحزب النازي اختيار المستوى الذي سيعملون فيه. كان كل مستوى من مستويات الحزب النازي قائم بذاته ومنفصلًا عن المستويات الأخرى. في حين أنه، نظريًا، كان الغرض من ذلك هو تجنب نزاع الاختصاص القضائي، وكانت النتيجة أن القيادات على المستوى تجاهلت رغبات الآخرين، وفي بعض الحالات، دخلت في نزاع مباشر. كما كان هتلر وكبار القادة النازيين «خارج السلسلة»، وأعطوا أوامر لجميع المستويات في وقت واحد وأحيانًا أُعطيت مستويات حزبية مختلفة أوامر لتنفيذ نفس المهمة. وقد أدى ذلك إلى مستويات عالية من القتال والخيانة في أوساط القيادة النازية، إلى درجة أنه كان لا بد من وضع لوائح تمنع النواب من خلافة رؤسائهم، وبالتالي تثبيط المرؤوسين عن تخريب قادتهم عمداً.
دعت مستويات الحزب النازي الجديدة إلى عدة صفوف جديدة وتم إصلاح ألقاب الحزب النازي بعدة مواقف جديدة. تم تكرار بعض المواقف على كل مستوى من الحزب بينما كانت مواقف أخرى فريدة على المستوى المحلي أو المقاطعة أو الولاية أو المستوى الوطني. أنشأ النازيون أيضًا رتبة سياسية عليا، تعرف باسم الرايخ سليتر، تعتبر أعلى رتبة لكل من مستوى Reichsleitung (الوطني) وكذلك أعلى رتبة سياسية في الحزب بجانب هتلر نفسه.
إجمالاً، كان فيما يلي رتب الموظفين السياسيين النازيين الأساسية المستخدمة بين عامي 1933 و1939:
- Mitarbeiter
- Hilfs-Stellenleiter
- Stellenleiter
- Hauptstellenleiter
- Amtsleiter
- Hauptamtsleiter
- Dienstleiter
- Hauptdienstleiter

كانت القيادات السياسية على النحو التالي:
- Stützpunktleiter
- Ortsgruppenleiter
- Kreisleiter
- Stellvertreter Gauleiter
- غاولايتر
- الرايخ سليتر

تضمنت الإضافات الإضافية إنشاء العديد من الألقاب الموضعية، والتي لم تكن رتبًا فعلية ولكن مجرد ألقاب يمكن أن يحملها زعيم سياسي نازي بالإضافة إلى رتبته الرسمية. لم يكن هناك في هذا الوقت نظام خارجي للدلالة على هذه العناوين الخاصة، بخلاف المراسلات الشفوية والمكتوبة. سيتغير هذا في عام 1939 مع إنشاء نظام شارة الحزب النازي.
تضمنت العناوين الموضوعة قبل الحرب:
- Blockleiter (قائد الكتلة)
- Unterabteilungsleiter (قائد قسم مبتدئ)
- أبتيلونسلايتر (رئيس قسم)
- تسينلايتر (زعيم الخلية)

سيبقى نظام رتب الحزب النازي الذي تم تبنيه في عام 1934 دون تغيير طوال الفترة المتبقية من الثلاثينيات. لم يكن حتى عام 1939، في بداية الحرب العالمية الثانية، أن تتغير صفوف الحزب النازي مرة أخرى للمرة الأخيرة.

## الرتب النازية خلال الحرب العالمية الثانية
تم تصميم النمط النهائي لرتب الحزب النازي في عام 1938 من قبل روبرت لي، الذي أشرف شخصياً على تطوير شارة الحزب النازي من خلال منصبه كزعيم منظمة الرايخ للحزب النازي، ودخل حيز التنفيذ في منتصف عام 1939. كان نمط الشارة الجديد إصلاحًا شاملاً للتصميمات السابقة بدءًا بمجموعة موحدة من ثمانية وعشرين رتبًا للحزب النازي والتي كان من المقرر أن تكون موحدة عبر جميع مستويات الحزب. للإشارة إلى العضوية في «مستوى» معين من علامات الطوق للحزب النازي (المحلية أو المقاطعة أو الإقليمية أو الوطنية) سيظهر لونًا معينًا يتم عنده عرض شارة التصنيف الفعلية.
كان الهدف من هذا التصميم الجديد هو القضاء على الطريقة التي فصلت بها المستويات المختلفة للحزب النازي أنفسهم والسماح بالقيادة عبر جميع خطوط الحزب. على سبيل المثال، يمكن الآن اعتبار تسينلايتر (قائد القسم) في المستوى Ortsgruppen (المحلي) على أنها رتبة أعلى ويمكنها إصدار توجيهات إلى رتبة مبتدئ، مثل Arbeitsleiter (Work Leader) حتى إذا كان رتبة المبتدئين في رتبة أعلى من الحزب النازي، مثل على مستوى الغاو (الإقليمي) أو الرايخ (الوطني). سمحت المجموعة الواسعة من الرتب الجديدة أيضًا بالمظهر العسكري للحزب النازي، خاصة خلال الحرب العالمية الثانية عندما تم إعفاء القادة السياسيين من التجنيد تضمنت المزيد من الرتب أيضًا المزيد من الفرص للترقية وعملت كوسيلة للتمييز بين القادة السياسيين الناجحين للغاية من الآخرين الذين قد يشغلون نفس المنصب في الحزب النازي.
داخل كل مستوى من مستويات الحزب، كان هناك سقف لأعلى رتبة ممكنة يمكن أن يحققها المرء. رؤساء المستويات الدنيا، Ortsgruppenleiter وKreisleiter، يحتلون الآن رتب الحزب النازي القياسية بالإضافة إلى ألقاب قيادتهم. استعملت رتب الغاولايتر والرايخ سليتر شارات خاصة بهم وكانت متوفرة فقط عن طريق التعيين المباشر من هتلر. كما توفق هذين المنصيبين -الغاولايتر والرايخ سليتر- أيضا على جميع أعضاء الحزب الآخرين، بغض النظر عن رتب الحزب النازي القياسية. وبالتالي، كانت أعلى رتبة ممكنة في كل مستوى من مستويات الحزب على النحو التالي:
| مستوى الحزب   | لون علامة التبويب رتبة | أعلى مرتبة في الطبقة  | ترجمة               |
| أورتسغروبن    | أصفر فاتح              | Oberabschnittsleiter  | رئيس قسم أول        |
|               |                        |                       |                     |
| Kreisleitung  | بني غامق               | Dienstleiter          | قائد الخدمة         |
|               |                        |                       |                     |
| Gauleitung    | البرتقالي              | Oberbefehlsleiter *   | قائد القيادة        |
|               |                        |                       |                     |
| Reichsleitung | احمر غامق              | Hauptbefehlsleiter ** | قائد القيادة الاعلى |

(*) كان رتبة غاولايتر أعلى رتبة في مستوى الغاو ولكن خارج طبقة الترقية العادية.
بين عامي 1939 و1942، كان تنفيذ هذه اللوائح الموحدة الجديدة بطيئًا ويمكن رؤية قادة الحزب النازي بشكل متكرر في الأدلة الفوتوغرافية التي ترتدي شارة ما قبل 1939 بوقت طويل بعد أن قدم لي نمط الشارة النهائي. لم يكن معظم أعضاء الحزب النازي قد تحولوا بالكامل إلى أنماط الشارات الجديدة حتى عام 1943.
مع بداية الحرب العالمية الثانية، كانت الجماعات شبه العسكرية التابعة للحزب النازي قد توسعت أيضًا في تطوير تصاميم الزي الموحدة الخاصة بها وتطويرها، مثل الزي الرسمي وشارات شوتزشتافل، وكذلك الزي الرسمي الذي تستخدمه المجموعات النازية الأخرى مثل الفيلق الاشتراكي الوطني الالي، منظمة تودت، وغيرها الكثير. بالإضافة إلى ذلك، عندما أصبح الحزب النازي والحكومة الألمانية هيكلا واحدا، كان لدى كل وزارة ألمانية خيار تطوير الزي الموحد واللباس الموحد وكان للموظف الحكومي أيضًا الخيار حيث ارتدو زي الحزب النازي، وهو زي من مجموعة شبه عسكرية نازية (مثل SS أو SA)، أو (إذا كان الشخص احتياطيًا في الجيش) زيًا من الفيرماخت. أدى ذلك إلى خلق مجموعة مربكة للغاية من الألقاب والرتب والأزياء الموحدة، مما تسبب أيضًا في صعوبة تاريخية في تحديد المناصب والألقاب المختلفة التي شغلها كبار أعضاء الحكومة الألمانية.
بالإضافة إلى مجموعة من الألقاب والرتب النازية، كانت هناك أيضًا حكومة ألمانيا الأصلية لتشمل مواقف تاريخية مثل Burgermeister (عمدة المدينة). يمكن لهؤلاء الأفراد أيضًا أن يشغلوا المعادل التقريبي لمناصب الحزب النازي أو أن يكونوا غير مرتبطين بالحزب. من خلال عملية جلايش شالتونج، تواجد المسؤولون النازيون جنبًا إلى جنب مع سلطات الحكومة المحلية مع وجود الحكومة المحلية كختم مطاطي للتصاميم النازية.

### نظام الشارة
تم إنشاء «نظام الشارة» من قبل الحزب النازي في عام 1939 في نفس الوقت الذي تم فيه توسيع رتب القيادة السياسية إلى شكلها النهائي. كان الغرض من نظام شارة القيادة هو الإشارة إلى الألقاب الموضعية داخل الحزب النازي على النقيض من الرتبة السياسية لعضو الحزب.
كانت هناك ثلاث مجموعات من شارات الذراع، مصنفة على أنها «تشغيلية» و «إدارية» و «قيادة». تم استخدام أشرطة الذراع العملية من قبل القادة السياسيين للحزب النازي على المستوى المحلي وعلى مستوى المقاطعات وارتدها قادة الحزب الذين يشاركون بشكل مباشر في تنفيذ سياسات الحزب للجمهور. خلال الحرب العالمية الثانية، ارتبط هذا في معظم الأحيان بتقنين الغذاء وجهود الإغاثة من الحرب والدفاع المدني.
| تعيين شارة           | Orstgruppen <br /> (محلي)                                                                                          | Kreisleitung <br /> (منطقة)                                                                                        | Gauleitung <br /> (إقليمي)                                                                                         | Reichsleitung <br /> (الوطني)                                                                                      | |
| التشغيل              | | | | | |
| مرشح القائد السياسي  | Politische Leiter Anwärter                                                                                         | Politische Leiter Anwärter                                                                                         | Politische Leiter Anwärter                                                                                         | Politische Leiter Anwärter                                                                                         | |
|                      | | Sonderbeauftragter                                                                                                 | | | |
|                      | | | | | |
| رئيس عمليات العمليات | Betriebsblockobmann                                                                                                | | | | |
|                      | | | | | |
| مساعد كتلة           | Blockhelfer <br /> بيتريبسوبمان (أ)                                                                                | | | | |
|                      | | | | | |
| فورمان عمليات الخلية | Betriebszellenobmann <br /> Hauptbetriebszellenobmann                                                              | | | | |
|                      | | | | | |
| قائد الخلية / الكتلة | بلوكليتر <br /> بيتريبسوبمان (ب) <br /> Zellenleiter <br /> Betriebsobmann (C & D) <br /> Hauptbetriebsobmann      | | | | |
|                      | | | | | |
| رئيس المكتب الإقليمي | Ortsgruppenleiter                                                                                                  | Kreisleiter | | | |
|                      | | | | | |
| إداري                | | | | | |
| قائد المنطقة الفرعية | Mitarbeiter <br /> Leiter eines Hilfssachgebietes <br /> Leiter eines Sachgebietes <br /> Leiter eines Hilfsstelle | Mitarbeiter <br /> Leiter eines Hilfssachgebietes <br /> Leiter eines Sachgebietes <br /> Leiter eines Hilfsstelle | Mitarbeiter <br /> Leiter eines Hilfssachgebietes <br /> Leiter eines Sachgebietes <br /> Leiter eines Hilfsstelle | Mitarbeiter <br /> Leiter eines Hilfssachgebietes <br /> Leiter eines Sachgebietes <br /> Leiter eines Hilfsstelle | Mitarbeiter <br /> Leiter eines Hilfssachgebietes <br /> Leiter eines Sachgebietes <br /> Leiter eines Hilfsstelle |
|                      | | | | | |
|                      | Blockwalter <br /> Blockobmann                                                                                     | | | | |
|                      | | | | | |
| قائد المنطقة         | Leiter eine Stelle                                                                                                 | Leiter eine Stelle                                                                                                 | Leiter eine Stelle                                                                                                 | Leiter eine Stelle                                                                                                 | Leiter eine Stelle                                                                                                 |
|                      | زلينوالتر <br /> Zellenobmann                                                                                      | | | | |
|                      | | | | | |
| قائد منطقة الرأس     | Leiter einer Hauptstelle                                                                                           | Leiter einer Hauptstelle                                                                                           | Leiter einer Hauptstelle                                                                                           | Leiter einer Hauptstelle                                                                                           | Leiter einer Hauptstelle                                                                                           |
|                      | | | | | |
| رئيس القسم           | Leiter يزيل Amtes                                                                                                  | Leiter يزيل Amtes                                                                                                  | Leiter يزيل Amtes                                                                                                  | Leiter يزيل Amtes                                                                                                  | Leiter يزيل Amtes                                                                                                  |
|                      | | | | | |
| رئيس قسم رئيس        | Leiter ينيس Hauptamtes                                                                                             | Leiter ينيس Hauptamtes                                                                                             | Leiter ينيس Hauptamtes                                                                                             | Leiter ينيس Hauptamtes                                                                                             | Leiter ينيس Hauptamtes                                                                                             |
|                      | | | | | |
| قائد القسم الأعلى    | | | | Leiter eines Oberst Amtes                                                                                          | |
|                      | | | | | |
| أمر                  | | | | | |
|                      | | | | | |
| نائب قائد المقاطعة   | | | Stellvertreter Gauleiter                                                                                           | | |
|                      | | | | | |
| قائد المنطقة         | | | جوليتر | | |
|                      | | | | | |
| القائد الوطني        | | | | Reichsleiter | |

## ألقاب الحزب النازي

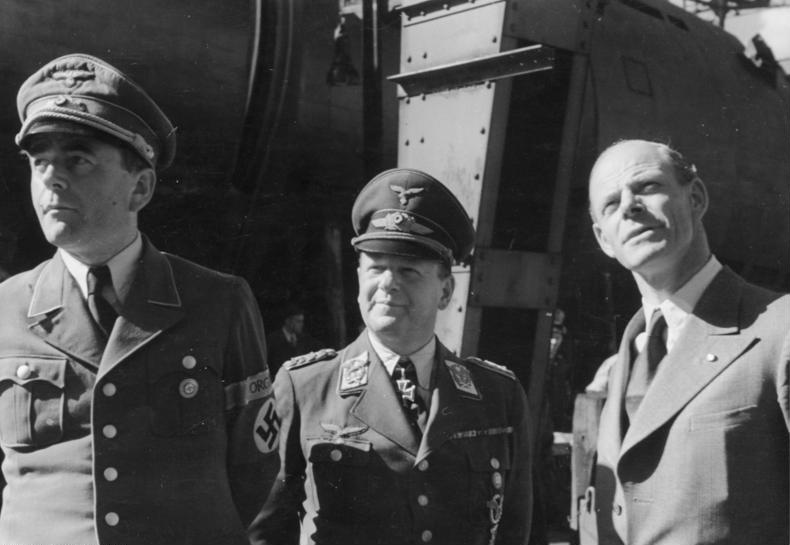
ألبرت شبير (أقصى اليسار) يرتدي الزي الرسمي لمنظمة تودت. اختار شبير الذي كان عضوًا في حزب Hauptdienstleiter ارتداء زي رسمي به شارة صغيرة بدلاً من الزي الرسمي الكامل للحزب النازي.

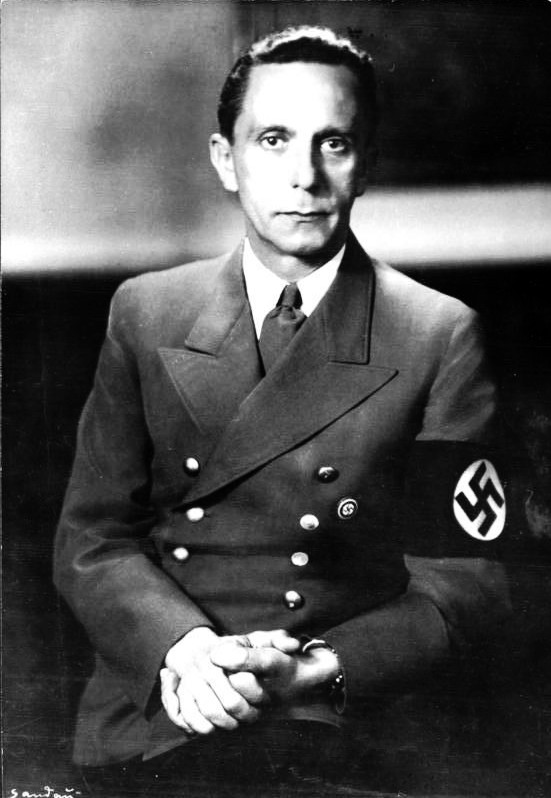
الزي القياسي لجوزيف غوبلز، الذي يتكون من سترة الحزب النازي البنية، مع عدم وجود شارة، وشارة الصليب المعقوف العارية. ارتدى العديد من النازيين البارزين هذا الزي العام الذي يرتدي أسلوب «الصيد الشامل» الذين شغلوا مناصب على مستوى الوزارة والوزارة في الحكومة الألمانية.

تمت إزالة القيادة العليا للحزب النازي عن عمد من الرتب السياسية للحزب النازي، مع هؤلاء القادة الكبار بلا شك فوق جميع أعضاء الحزب الآخرين. لقد تم مساواة هذا المفهوم من قبل المؤرخين [من؟] أن القيادة كانت «الربيع» الذي منحت الترقيات والصفوف والأوسمة النازية، ليتم منحها لأعضاء الحزب الأقل. بموجب هذا المفهوم، لم يكن أدولف هتلر ودائرته الداخلية بحاجة إلى ألقاب كبرى، أو أكوام من الجوائز، أو زي متقن لأنهم كانوا معروفين بالفعل بأكبر أعضاء الدولة والحزب. ولهذا السبب، يُنظر إلى هتلر وكبار النازيين في أدلة التصوير الفوتوغرافي والسينمائي على أنهم يرتدون الزي الرسمي مع القليل من الشارات أو الزي الرسمي بدون زخارف زائدة. وهذا يميز هتلر عن الديكتاتوريين الآخرين في ذلك الوقت، مثل بينيتو موسوليني الذي عين نفسه أول مشير للإمبراطورية وارتدى زيًا عسكريًا إيطاليًا كاملًا مع العديد من الزخارف الحكومية والعسكرية المعروضة.
أدولف هتلر، الذي شغل منصب الفوهرر في الحزب النازي، شغل أعلى منصب ممكن للحزب النازي. لاحظ ألبرت شبير (في كتابه داخل الرايخ الثالث) أن هتلر كان العضو الوحيد في الحزب الذي يرتدي «نسر السيادة المطرزة» على ستراته المدنية (كل عضو آخر يرتدي شارة الحزب المستديرة)، على الرغم من أن تصميم السترة نفسه فعل لا تختلف عن السترات المدنية الأخرى في ذلك الوقت. هذه «شارة الفوهرر» كانت الشارة الوحيدة الفريدة التي تم إنشاؤها على الإطلاق للإشارة إلى رتبة هتلر باسم الفوهرر. [بحاجة لرقم الصفحة]
قبل عام 1939، كان هتلر يرتدي زيًا شبه عسكري بني، يعتبر زيًا من Oberste SA-Führer (قائد فرقة العاصفة العليا). عند اندلاع الحرب العالمية الثانية، اعتمد هتلر زيًا رماديًا على طراز الجيش، دون أي شارة معينة، مع تعهد هتلر بأنه كان «الجندي الأول» للرايخ الألماني وسيرتدي زي الجيش الخاص به حتى «يتم تحقيق النصر أو لن أنجو من النتيجة».
كان هاينريش هيملر عضوًا بارزًا في الحزب النازي ومعروفًا باسم زعيم الرايخ إس إس؛ ونتيجة لذلك، فإن معظم ملابس هيملر مرتبطة بزيه SS. بالإضافة إلى كونه زعيم الرايخ إس إس والرايخ سليتر، في نهاية الحرب العالمية الثانية، شغل العديد من المناصب رفيعة المستوى بما في ذلك قائد الجيش البديل والمفوض العام لإدارة الرايخ بأكملها (Generalbevollmächtigter für die Verwaltung). ومع ذلك، لم يختر هيملر أبدًا ارتداء زي الحزب النازي وجميع صوره إما في ملابس مدنية أو في زي الإس إس الخاص به.
مواقع نازية عالية أخرى، والتي لا تنطوي على أي شارة معينة، شملت مكتب نائب الفوهرر الذي يحتفظ به رودولف هيس حتى طار شخصيا بطائرته المقاتلة ماسرشميت بي إف 110 إلى اسكتلندا وتحطمت في إيجلزهام في عام 1941. تم القبض عليه وسجنه ثم أرسل إلى إنجلترا. تم إلغاء مكتب نائب الفوهرر بعد ذلك.
حصل مارتن بورمان على لقب سكرتير الحزب، حيث كان يرتدي الزي الرسمي للنازيين الرايخ سليتر. تولى بورمان في وقت لاحق مناصب على مستوى مجلس الوزراء في الحكومة الألمانية، وبعد تلقي عضويته SS (الفخرية) كان يرتدي شارة إس إس- أوبر غروبن فوهرر. ألبرت شبير، في أيامه الأولى كمهندس الحزب، كان يرتدي سترة الحزب النازية البنية تشبه الزي الرسمي الذي كان يرتديه جوزيف غوبلز طوال حياته المهنية كوزير للدعاية النازية. أما بالنسبة لشبير، فقد تبنى في وقت لاحق الزي الرسمي لمنظمة تودت، وفي نهاية الحرب العالمية الثانية ارتدى زيًا سياسيًا كبيرًا للحزب النازي من خلال منصبه كوزير للتسليح.
بعض كبار النازيين أدمجوا أنفسهم في نظام تصنيف الحزب النازي القياسي، ولكن فقط على أعلى المستويات. روبرت لي شغل منصب الرايخ سليتر ويوليوس شترايخر كان غولايتر. يرتبط هيرمان غورينج بدرجة أكبر برتبة مارشال الرايخ، ولكنه كان أيضًا جروبنفهر في كتيبة العاصفة بالإضافة إلى ما يعادلها الرايخ سليتر من خلال منصبه كمدير لخطة الخمسية.

## جداول المقارنة
وفي أبسط أشكالها فسم هيكل قيادة الحزب النازي إلى أربعة مستويات أساسية: العضوية العامة المعروفة باسم Parteimitglieder وأعضاء سلك القيادة السياسية المعروفة باسم Leiters Politische، ومستويات القيادة العليا للحزب التي تشملها غاولايتر والرايخ سليتر، ووأخيرًا، كان منصب الفوهرر الذي احتفظ به أدولف هتلر فقط كزعيم أعلى للحزب (منصب نائب الفوهرر موجودًا أيضًا حتى عام 1941).

### الرتب السياسية
وبصرف النظر عن هذه المنظمة الأساسية، توسعت الرتب السياسية للحزب النازي على مدى خمسة وعشرين عامًا إلى مجموعة واسعة من التسميات التي تدل عليها مجموعة كبيرة من الشارات والمواقف. من عام 1930 فصاعدًا، شملت هذه الرتب السياسية، مقسمة إلى الفترات الزمنية التالية: